# Dickie Roberts: Kinderstar
Dickie Roberts: Kinderstar (Originaltitel: Dickie Roberts: Former Child Star) ist eine amerikanische Komödie des Regisseurs Sam Weisman aus dem Jahr 2003. Die Erstaufführung fand am 3. September 2003 in amerikanischen Kinos statt, in Deutschland kam der Film erst am 29. Juli 2004 in den Verleih.

## Handlung
Dickie Roberts ist ein ehemaliger Kinderstar im Alter von 35 Jahren. Seine Mutter hat ihn als Kind nach Absetzen seiner Fernsehserie verlassen, sein Vater noch früher. Sein Ruhm reicht nur noch, um sich beim Promi-Boxen verprügeln zu lassen und Einparker zu werden. Seine Freundin Cyndi verlässt ihn, als sein Auto in Flammen aufgeht. Dickie möchte in Rob Reiners neuem Film mitspielen, um ein Comeback zu schaffen. Aufgrund seines abnormen Verhaltens bekommt er keine Rolle. Mit dem Vorschuss für seine Autobiographie will er sich bei einer Familie einmieten, um zu erfahren, was eine normale Kindheit ist. George, der sich auf seine Funktion als Ernährer der Familie zurückgezogen hat, vermietet ihm einen Platz als Kind für 20.000 Dollar.
Georges Frau Grace und seine Kinder Sam und Sally lehnen Dickie ab und schieben ihn ins Baumhaus ab. Als Dickie das Baumhaus in eine Disko verwandelt, beginnt er Zugang zu den Kindern zu finden. Er bringt Sally tanzen bei und hilft Sam, indem er mehrere Schulhofschläger vertreibt. Als er auf rücksichtslose Art Grace gegen Angriffe der Nachbarin verteidigt und ihre Bewerbung als Innenarchitektin unterstützt, will sie ihn aus dem Haus haben. Dickie begreift, dass er durch ein Comeback seine Mutter zurückholen wollte. Als der Familienhund das Kaninchen der Nachbarn tot anschleppt, merkt Grace, dass sie Dickies Hilfe benötigt. Er stylt das tote Tier und bringt es zurück in seinen Käfig. Die Nachbarn fliehen aus dem Haus, da sie es zwei Tage vorher begraben haben. Grace ist jetzt bereit, Dickie zu zeigen, wie man als normaler Mensch lebt.
Dickie übt sich wieder wenig erfolgreich in Kinderspielen. Grace schafft es nicht, ihm das Drehbuch zu erklären, in dem sich die Hauptfigur zwischen materiellem Wohlstand und der Nähe zu seiner Geliebten entscheiden muss. Cyndi will zu Dickie zurückkehren und George vermietet ihr das Arbeitszimmer. Dickie interessiert sich aber mehr für seine Familie als für Cyndi. Als Ersatzvater hilft er Sam beim Umwerben der neuen Nachbarstochter. Dickie bekommt die Rolle angeboten, nachdem sein Agent dafür eine Niere gespendet hat. Er möchte seine Familie nicht sechs Monate verlassen und sagt die Rolle kurzfristig ab. Cyndi und George sind mit seinem Geld durchgebrannt. Dickie produziert eine Sitcom über sein eigenes Leben und heiratet Grace.

## Cameo-Auftritte
Dickie Roberts: Kinderstar ist gespickt mit vielen Cameo-Auftritten bekannter Personen, darunter viele ehemalige Kinderstars und Teenieidole: Leif Garrett, Doris Roberts, Emmanuel Lewis, Tom Arnold, Barry Williams, Danny Bonaduce, Corey Feldman, Brendan Fraser, Dick Van Patten, Sasha Mitchell, Dustin Diamond, Florence Henderson, Rachel Dratch, Butch Patrick, Gary Coleman, Maureen McCormick, Todd Bridges, Christopher Knight, Michael Buffer, Corey Haim, Fred Berry, Peter Dante, Jeff Conaway, Erin Moran, Jay North, Jonathan Loughran, Tony Dow, Barry Livingston, Adam Rich, Eddie Mekka, Ron Palillo, Jeremy Miller, Haywood Nelson, Rob Reiner, Rodney Allen Rippy, Marion Ross, Ernest Lee Thomas, Charlene Tilton, Jay Leno, David Soul und die Band Aerosmith übernahmen jeweils kurze Auftritte im Film.

## Kritik
Das Lexikon des internationalen Films bezeichnet den Film als eine „[s]olide gespielte und mit vielen Gastauftritten ehemaliger Kinderstars bestückte Komödie, die sympathisch unterhält, letztlich aber zwischen allen Stühlen sitzt: Für Kinder kommt sie zu erwachsen, für Erwachsene zu moralinsauer daher.“